# Morse-Gletscher (Alaska)
Der Morse-Gletscher ist ein 14 km langer Gletscher im Glacier-Bay-Nationalpark im Panhandle von Alaska.

## Geografie
Das Nährgebiet des Gletschers befindet sich auf einer Höhe von 1200 m an der kanadischen Grenze in den Alsek Ranges. Von dort strömt er in südsüdöstlicher Richtung zum Kopfende des Muir Inlet, einem Fjord der Glacier Bay. Weiter westlich verläuft der Cushing-Gletscher, weiter östlich der Muir-Gletscher. Die Gletscherzunge des im Mittel 1,4 km breiten Gletschers weist eine Breite von etwa 650 m auf. 

## Gletscherentwicklung
Der Rückzug des Muir-Gletschers ist mittlerweile so weit fortgeschritten, dass der Morse-Gletscher nicht mehr als ein Tributärgletscher des Muir-Gletschers betrachtet werden kann.    
Die Gletscherdicke des Morse-Gletschers verringerte sich in den letzten Jahren mit einer höheren Rate als die des benachbarten Muir-Gletschers.